# Brote de viruela en Estocolmo de 1963
El brote de viruela de Estocolmo en 1963 es uno de los últimos casos de viruela registrados en el mundo. Fue declarado oficialmente el 16 de mayo de 1963.

## Desarrollo del brote
Tras una estancia de dos semanas en Australia, Lars Erikson, de 24 años, regresó a Suecia en avión, partiendo desde Darwin. Hizo escalas de aproximadamente 50 minutos en Yakarta, Singapur, Rangún, Calcuta, Karachi, Teherán, Damasco y Zúrich. En esta última ciudad hizo un trasbordo, llegando a Estocolmo el 25 de marzo. Aparentemente se contagió en el avión o en alguna de sus paradas.
El 6 de abril, doce días después, desarrolló una fiebre moderada y una erupción cutánea leve, permaneciendo en la casa de su abuela durante su enfermedad. Fue tratado por su abuela, la enfermera de su abuela y su novia, y se curó al cabo de unos días. Poco después enfermaron la enfermera, la novia y la abuela. Pero no se preocuparon mucho por la enfermedad, ya que habían visto la rápida recuperación del enfermo.
Al poco tiempo, la enfermera murió a causa de la enfermedad, que se transmitió paulatinamente entre sus familiares. También se contagiaron la empleada de la funeraria que se encargó del cadáver y su madre. 
Al principio los médicos lo confundieron con un caso grave de varicela en adultos. Sin embargo, un médico joven logró convencer a sus colegas, y se tomaron muestras y pruebas que demostraron que la enfermedad era viruela.  Rápidamente, se extendió por la ciudad un caos total. Se cerraron hospitales, escuelas, cines, y todo lo que pudiera estar relacionado con reuniones públicas. Se aisló a la mayor cantidad de gente posible para evitar la propagación del brote. Pero poco después murieron otros parientes de la enfermera y su padre. 
Finalmente, después de una campaña de vacunación masiva, se logró detener el brote. Aunque hubo algunos incidentes aislados, como el contagio entre el personal hospitalario al trasportar sábanas de los pacientes. Investigadores estadounidenses viajaron a Estocolmo para fotografiar a los enfermos por la epidemia. En total hubo 27 casos y 4 muertes. Años después, Suecia encabezó el programa de erradicación de la viruela.